# Куавита, Леандре
Леандре Филипе Куавита (нидерл. Léandre Filipe Kuavita; род. 31 мая 2004, Вервье, Валлония) — бельгийский футболист ангольского происхождения, полузащитник клуба «Стандард» (Льеж).

## Клубная карьера
Куавита — воспитанник клубов «Вервье», «Эйпен» и «Стандард». В 2022 году игрок дебютировал за дублирующий состав последних. 23 декабря в матче против «Гента» он дебютировал в Жюпиле лиге. В 2023 году Леандре на правах аренды перешёл в итальянский «Дженоа», где выступал за молодёжный состав. По окончании аренды он вернулся в «Стандард». 30 октября 2024 года в поединке Кубка Бельгии против «Лира-Льерс Берлаа» Леандре забил свой первый гол за клуб. 